# Суарес, Аарон
Аарон Суарес Суньига (исп. Aarón Suárez Zúñiga; род. 27 июня 2002, La Trinidad, Сан-Хосе) — коста-риканский футболист, полузащитник клуба «Алахуэленсе» и сборной Коста-Рики.

## Клубная карьера
Суарес — воспитанник клуба «Алахуэленсе». 10 июня 2020 года в матче против «Хикараля» он дебютировал в чемпионате Коста-Рики. 9 апреля 2021 года в поединке против «Мунисипаль Гресия» Аарон забил свой первый гол за «Алахуэленсе». В 2021 году он помог клубу выиграть чемпионат.

## Международная карьера
В 2019 году в составе юношеской сборной Коста-Рики Суарес принял участие в юношеском чемпионате КОНКАКАФ. На турнире он сыграл в матчах против команд Панамы, Кюрасао, Никарагуа и Канады. 
13 ноября 2021 года в отборочном матче чемпионата мира 2022 против сборной Канады Суарес дебютировал за сборную Коста-Рики.

## Достижения
Клубные
 «Алахуэленсе»
- Победитель чемпионата Коста-Рики — 2020/2021